# Bozsó Péter
Bozsó Péter (Budapest, 1973. július 17. –) magyar színész, rendező. Leghíresebb szinkronszerepei a South Park c. sorozatban Stan, a Dragon Ball sorozatban Vegita, a A milliárdok nyomában sorozatban Bobby Axelrod.

## Életpályája
Középiskolai tanulmányait a Kispesti Deák Ferenc Gimnáziumban végezte. Érettségi után a Nemzeti Színház Stúdiósa volt 1991-1993 között. 1993–1997 között a Színház- és Filmművészeti Főiskolán végzett, Marton László osztályában. 1997-ben a Budapesti Kamaraszínház tagja lett. 2012 óta szabadúszó.
1992-ben debütált a Nemzeti Színházban. Ekkor Mikszáth Kálmán: A Noszty fiú esete Tóth Marival című darabjában egy huszárt alakított. Később a Várszínházban, az Ódry Színpadon, a Vígszínházban, az Erkel Színházban és a Karinthy színházban is játszott. 2011 óta a Beugró és a Beugró+ szereplője. Több mint 200 film szinkronhangja.
A Gór Nagy Mária Színitanoda színészmesterség tanára 2013-2018 között.
2018 decemberében mutatkozott be rendezőként a Turay Ida Színházban. (Love Story)
A Petőfi Rádió férfi állomáshangja 2023 október 1-je óta.

### Magánélete
1996-ban házasodott össze Urbán Andrea színésznővel, aki 2021-ben elhunyt. Gyermekük: Barnabás, 2009-ben született.

## Színházi szerepei
- Mikszáth Kálmán: A Noszty fiú esete Tóth Marival....Huszár
- William Shakespeare: Macbeth....Menteith; Donalbaim; Malcolm
- Kornis Mihály: Hallelujah....
- Kipling: A dzsungel könyve....
- Esterházy Péter: Búcsúszimfónia....(Kar: a négy fiú)
- Schiller: Haramiák (Banditák)....Ferenc; Spiegelberg
- Fejes Endre: Jó estét nyár, jó estét szerelem....Pincér; Férfi
- Kisfaludy Károly: Kérők....Károly
- Shakespeare: III. Richárd....
- Shakespeare: A velencei kalmár....Bassanio
- Shakespeare: Rómeó és Júlia....Thybalt
- Friedrich Dürrenmatt: Az öreg hölgy látogatása....Rendőr
- Vargas Llosa: Rossz nő....Lituma
- Woolf: Orlando....Matróz; Harriet; Harry
- Halliwell: Pici Malcolm és harca az eunuchok ellen....Malcolm Scrawdyke
- Egressy Zoltán: Sóska, sültkrumpli....Lacikám
- Arthur Miller: Az ügynök halála....Howard Wagner
- O'Neill: Amerikai Elektra....Peter Niles
- Dosztojevszkij-Sopsits: Bűn és bűnhődés a rácsok mögött....Sűrű (Dunya)
- Marc Camoletti: Boeing, Boeing (Leszállás Párizsban)....Bernard
- Shakespeare: Titus Andronicus....Aaron
- Schmitt: Hotel Tranzit....Julien Portal
- Dalton Trumbo: Johnny háborúja....Johnny
- Thuróczy Katalin: Finálé....Turai Zsolt
- Jean Racine: Bereniké....Antiochus
- Hampton: A kúra (Jung a díványon)....Otto Gross
- Jean Anouilh: Colombe....Armand
- Shelagh Delaney: Egy csepp méz....Peter
- David Hare: Amy világa....Dominic Tyghe
- Bolt: Morus....Thomas Cromwell
- Shakespeare: Hamlet....Laertes
- Thorp: Drágán add az életed....Harry Ellis
- Lev Tolsztoj: Élő holttest....Viktor Karenyin
- Thomas Kyd: Spanyol tragédia....Horatio
- Horváth Péter: Blikk....Srác
- Marcel Achard: Dominó....Francois Cremone
- Gutzkow: A kitaszított....Acosta
- Nádas Péter: Találkozás....Fiatalember
- O’Neill: Utazás az éjszakába....Edmund
- Verebes István: Remix....Steve Hardnick
- Victor Hugo: A királyasszony lovagja (Ruy Blas)....Don Manuel; Arias; Tiszt
- Christopher Marlowe: Dr. Faustus....Dick
- Sultz Sándor: Zöldalma....Angyal
- Mark Ravenhill: Piszkos fotók....Nick
- Oksanen: Tisztogatás....Hans Pekk
- Leonard Bernstein : West Side Story (Krupke)

## Filmjei
| - Ébrenjárók (2002) - A Hídember (2002) – Ferenc József - Magyar vándor (2004) - Egy bolond százat csinál (2006) - Noé bárkája (2007) - Anyám és más futóbolondok a családból (2015) - Kémek küldetése (kanadai filmsorozat, 2015) - Kisváros (1998) - Rendőrsztori (2002) - Folytassa Claudia! (2003) - Ebéd (2004) - Jóban Rosszban (2005–2022) – Szlávik Jenő - Keleti PU. (2010) - Beugró (2011) - Mindenből egy van (2012) - Kossuthkifli (2015) |

## Díjai
- Soós Imre-díj (2002)
- Súgó Csiga díj (2003)